# リチャード・ロングフィールド (初代ロングヴィル子爵)
初代ロングヴィル子爵リチャード・ロングフィールド（英語: Richard Longfield, 1st Viscount Longueville PC (Ire)、1734年10月9日 – 1811年5月23日）は、アイルランド王国出身の政治家、貴族。

## 生涯
ロバート・ロングフィールド（Robert Longfield）と妻マーガレット（Margaret、旧姓ギーリング（Geering）、アイルランド庶民院議員リチャード・ギーリングの娘）の息子として、1734年10月9日に生まれた。1754年7月5日、ダブリン大学トリニティ・カレッジに入学した。
1756年11月8日、マーガレット・ホワイト（Margaret White、1809年4月没、リチャード・ホワイトの娘）と結婚したが、2人の間に子供はいなかった。
1758年、コーク県長官を務めた。
1761年から1768年までチャールヴィル選挙区の、1768年から1776年までクロナキルティ選挙区の、1776年から1783年までコーク・シティ選挙区の代表としてアイルランド庶民院議員を務めた。1783年の選挙ではキャッスルバー選挙区、コーク・シティ選挙区、ボルティモア選挙区で当選したが、コーク・シティ選挙区では後に当選無効が宣告され、結局ボルティモア選挙区の代表として議員を務めることを選択した。その後はボルティモア選挙区の代表として議員を務め、1790年にコーク・シティ選挙区に鞍替えして再選、1796年まで議員を務めた。
甥ロバートが死去すると、ロングヴィル家の領地を継承した。裕福（1799年時点でアイルランドの領地は年収14,000ポンド相当とされる）で影響力も強く、アイルランド庶民院では8議席を掌握した。1790年1月16日にアイルランド枢密院の枢密顧問官に任命された後、1795年10月1日にアイルランド貴族であるコーク県におけるロングヴィルのロングヴィル男爵に叙され、1800年12月29日に同じくアイルランド貴族であるコーク県におけるロングヴィルのロングヴィル子爵に叙された。1800年合同法を支持しており、1801年のグレートブリテン及びアイルランド連合王国成立に伴い行われたアイルランド貴族代表議員選挙で当選、以降1811年まで貴族代表議員を務めた。
1811年5月23日に死去、息子をもうけなかったため爵位はすべて廃絶した。